# 투상
투상은 한국 산업 규격(KS A 3007)에서는 일정한 법칙에 의해서 대상물의 형태를 평면상에 그리는 것이다. 도형이나 입방체 사물등을 산업규격에서 정한 법칙에 따라 평면상에 그리는 작업을 투상이라고 한다. 간단하게 말해서 눈으로 보는 삼차원의 물체나 장면을 평면상의 종이에 그릴때 입체감이 보이게 그리는 작업을 투상이라고 한다. 평면상의 종이에 그려진 결과물을 투상도라고 하며 평면상에 그려진 대상체의 면을 투상면이라고 한다. 